# 5197 Rottmann
5197 Rottmann è un asteroide della fascia principale. Scoperto nel 1973, presenta un'orbita caratterizzata da un semiasse maggiore pari a 3,0055762 UA e da un'eccentricità di 0,1183352, inclinata di 11,11290° rispetto all'eclittica.